# Alliance des citoyens
L'Alliance des citoyens (en grec : Συμμαχία Πολιτών, Symmaxia Politon) est un parti chypriote de centre gauche fondé en 2013 et présidé par Giórgos Lillíkas.

## Histoire
Le parti est fondé le 28 avril 2013 à la suite de la troisième place obtenue par Giórgos Lillíkas à l'élection présidentielle chypriote de 2013.

## Présidents du mouvement
- Giórgos Lillíkas, depuis 2013

## Résultats électoraux

### Chambre des représentants
| Année | Voix   | %    | Sièges | Rang |
| ----- | ------ | ---- | ------ | ---- |
| 2016  | 21 114 | 6,01 | 3 / 56 | 4e   |

### Parlement européen
| Année | Voix   | %    | Sièges | Rang | Groupe |
| ----- | ------ | ---- | ------ | ---- | ------ |
| 2014  | 17 549 | 6,78 | 0 / 6  | 5e   |        |
| 2019a | 9 232  | 3,29 | 0 / 6  | 6e   |        |

a En alliance avec le Mouvement écologiste - Coopération citoyenne.